# Ворца
Во́рца (рос. Ворца, тат. Бурча авыл) — присілок у складі Ярського району Удмуртії, Росія.
В присілку діє дитячий садочок, який не працював в 1996–2007 роках. 2003 року відкрито центр бесерм'янської культури.
В присілку народився Федотов Михайло Іванович, бесерм'янський та удмуртський поет.

## Населення
Населення — 369 осіб (2010, 488 у 2002).
Національний склад станом на 2002 рік:
- бесерм'яни — 40 %
- удмурти — 28 %